# Robert Pope

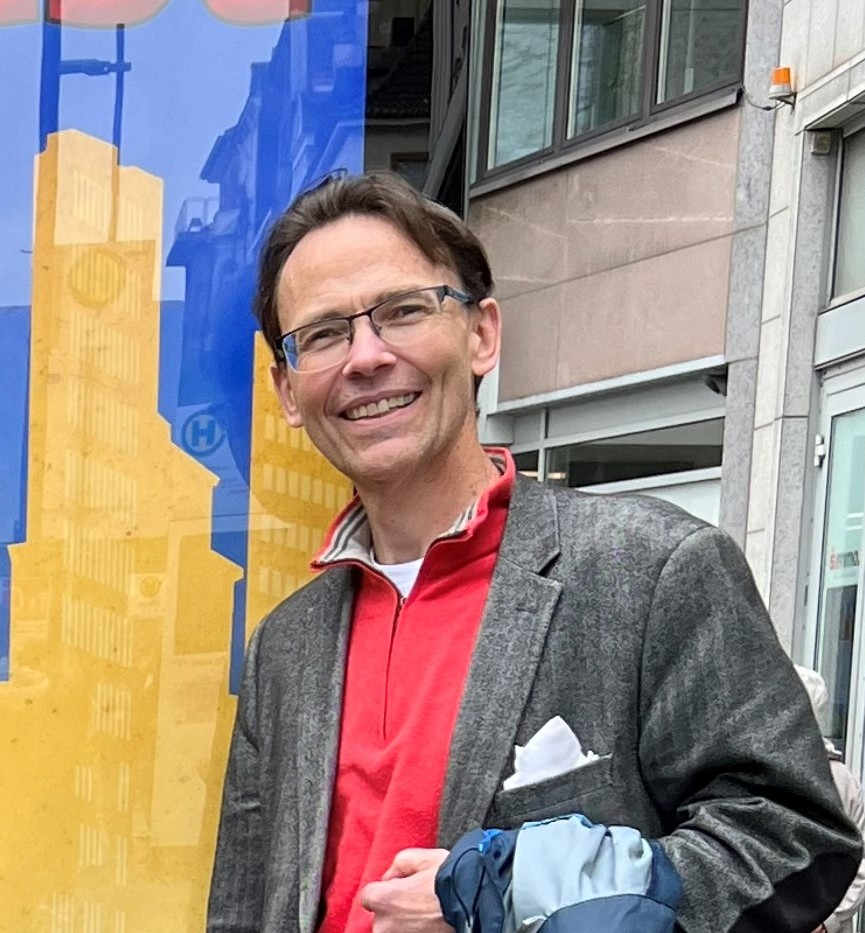
2023 in Aachen auf der Comiciade

Robert Pope (* 4. August 1967 in Alamance County, North Carolina) ist ein US-amerikanischer Comiczeichner und Illustrator.

## Arbeiten
Für das Imprint KaBOOM! von BOOM! Studios zeichnet er die Comicserie Peanuts, die anfangs auf Deutsch bei Cross Cult erschien, mittlerweile im Carlsen Verlag. Von ihm sind bisher die Bände Lauf um dein Leben, Charlie Brown (engl. Race For Your Life, Charlie Brown!) und Ein Beagle auf dem Mars (engl. A Beagle Of Mars).
Weitere Bücher zu den Peanuts und Snoopy zeichnet er für die Verlagsgruppe Simon & Schuster.
Für den US-amerikanischen Comicverlag DC Comics illustriert er die Comics Looney Tunes, Scooby-Doo, Scooby-Doo, Where Are You? und die Comics zu der Fernsehserie Batman: The Brave and the Bold.
Für die Comic-Anthologieserie Cartoon Network Block Party zeichnete er die entsprechenden Charaktere zu den Zeichentrickserien Foster’s Home for Imaginary Friends (Fosters Haus für Fantasiefreunde), Johnny Bravo und The Grim Adventures of Billy & Mandy.
Für die amerikanischen Zeichentrickserien Space Ghost Coast to Coast und Aqua Teen Hunger Force, die sich an Erwachsene richtet, arbeitete er in der Animation.
Robert Pope ist Mitglied der National Cartoonists Society; im Charles M. Schulz Museum and Research Center gibt er Zeichenkurse.